# Arakawa Under the Bridge
Arakawa Under the Bridge (荒川 アンダー ザ ブリッジ?) es una serie de manga escrita e ilustrada por Hikaru Nakamura. Fue publicado por primera vez en la revista Young Gangan el 22 de diciembre de 2004. Una adaptación al anime fue emitido por el eje en Japón entre el 4 de abril de 2010 y 27 de junio de 2010 en TV Tokyo. Una segunda temporada, titulada Arakawa Under the Bridge * 2, se emitió en Japón entre el 3 de octubre de 2010 y 26 de diciembre de 2010.

## Argumento
Situada en la rivera del Arakawa en el puente de Tokio, la serie relata  la historia de Kou Ichinomiya, un joven que ha logrado todo por sí mismo. Desde que era pequeño, su padre le había enseñado una regla: nunca estar en deuda con otra persona. Un día, por accidente cae en el río y casi muere ahogado. Una chica llamada Nino lo rescata y a cambio, él le debe la vida. Incapaz de aceptar el hecho de que está en deuda con ella, le pregunta de qué manera puede pagarle. Al final, ella le responde que enseñándole a amar. A partir de ahí, la vida de Kou cambia ya que debe vivir bajo el puente con Nino, pues esta se niega a vivir en otro lado. Sin embargo, Kou se da cuenta de que Arakawa es un lugar lleno de gente extraña, pero poco a poco encontrará en ellos la satisfacción y paz que se obtienen a través del amor y la familia.

## Personajes
Kou Ichinomiya (市ノ宮行 Ichinomiya Kō?)
Seiyū: Hiroshi Kamiya
Kou es el futuro propietario de la empresa Ichinomiya. Tiene 22 años y era un exitoso empresario de una poderosa familia antes de vivir bajo el puente. A lo largo de su vida, ha estado viviendo bajo la estricta mentalidad de su familia la cual es nunca estar en deuda con nadie, por ello siempre ha rehusado favores y se ha valido por sí mismo al punto que una deuda es una fobia que manifiesta como ataques de asma, por lo que intenta hacer lo imposible por saldarlas para que desaparezcan cuando llega a contraer alguna. Después que unos vándalos le quitaran los pantalones en la calle y los colgaran del puente Arakawa casi se ahoga recuperándolos siendo salvado por Nino, es por ello que comenzó una relación con ella, porque una relación de pareja era lo único que ella deseaba. Es bautizado "Recluta" (リクルート Rikurūto) por el jefe de la aldea, pero los habitantes de la rivera por lo general lo llaman "Ric" ("Riku") para abreviar.
Desde que era pequeño ha recibido la mejor educación, aprendió a tocar varios instrumentos e incluso ganó un cinturón negro en karate. Kou tomó la opción de permanecer en la "villa" en lugar de la casa de Nino cuando se trasladó a la aldea, sin saber que la "villa" fue el principal vacío de uno de los pilares bajo el puente. Rápidamente, el remedio a la situación llega mediante la construcción de un apartamento adecuado en el lugar. Su trabajo en el pueblo es ser maestro de los niños, debido a su educación y a su repentina intrusión en la vida bajo el puente, que se agrava en los acontecimientos sin sentido que los demás consideran normales.
Nino (ニノ?)
Seiyū: Maaya Sakamoto
Una misteriosa muchacha de larga cabellera rubia que vive en Arakawa y siempre viste ropa de gimnasia de una escuela primaria. Se auto-proclama Venusina, y más tarde, la novia de Kou. El origen de su nombre proviene de la sudadera que lleva siempre que tiene la etiqueta "Clase 2-3" (Ni-no-san) en él. Es una nadadora increíble y puede permanecer bajo el agua durante varios minutos. Con esta habilidad, Nino generalmente pesca en el río ya que su trabajo es proporcionar peces a los residentes. A menudo se olvida de la información importante y necesita de Kou para recordar. Su casa está hecha de cartón, con la entrada sellada por una gran cortina. Su lujosa cama está hecha de terciopelo, aunque ella opta por dormir en la cajonera bajo la cama. Si se asusta o se enoja, tira de su sudadera cubriéndose la cabeza y se sube encima de una farola
Jefe (村長 Sonchō?)
Seiyū: Keiji Fujiwara
El jefe de la villa, se presenta como un kappa con 620 años de edad (cuando es muy obvio que solo es un sujeto con un disfraz verde). Si alguien quiere vivir en el puente Arakawa, primero tiene que ir con el jefe a que este le de un nombre (por más ridículo que este sea), aunque posee una personalidad perezosa y ladina, todos los aldeanos debajo del puente lo respetan y aceptan como autoridad, incluso los más rudos como Hermana y María que creen ciegamente en él. Su verdadera apariencia no se ha revelado aún, pero se presenta como un jefe yakuza bien parecido de unos 45 años. En el manga se da a entender que el jefe conoció a los padres de Nino y que les prometió que cuidaría de esta, tal es su deseo de cumplir su promesa que detuvo al papa de Kou de demoler el puente y amenazó de muerte a Shimazaki.
Hoshi (星?)
Seiyū: Tomokazu Sugita
Es un sujeto joven que vive en un remolque en la rivera y tiene la extraña característica de llevar sobre su cabeza una máscara en forma de estrella amarilla que la cubre totalmente siendo este el origen de su nombre (Hoshi=Estrella), se jacta de ser músico pero sus composiciones dejan mucho que desear. Tiene una gran rivalidad con Kou, ya que está enamorado de Nino pero esta nunca le ha puesto atención por lo que siempre ha protestado porque haya sido aceptado por el jefe. En una ocasión revelaría a Kou que a diferencia del resto es una persona normal y solo usa su máscara y nombre cuando esta en la rivera, ya que en realidad hace años perdió la motivación artística al ser considerado mal músico, pero ese día conocería a Nino, quien le dio ánimos, comenzando a usar su máscara y a vivir allí para estar cerca de ella.
Sister (シスター?)
Seiyū: Takehito Koyasu
Es un hombre forzudo vestido como una monja. Tiene 39 años y es Inglés, además es un veterano de guerra con una afinidad por las armas por lo que siempre porta una con el. Tiene una cicatriz en el lado derecho de su cara. Se preocupa por el bienestar de Nino, y ha llegado a preguntarle a Kou si su amor por ella es real. Da una misa todos los sábados en la iglesia bajo el puente que suele durar solo unos segundos, al finalizar esta la congregación recibe su paquete de galletas que el mismo prepara. Está enamorado de María a quien conoció durante su último año en la guerra, ella es la única que puede ponerlo nervioso y sus insultos causan que se abra su cicatriz. A pesar de que Sister es una monja católica su iglesia exibe una cruz Ortodoxa. 
Shiro (シロ?)
Seiyū: Hōchū Ōtsuka
Un hombre cordial, de 43 años de edad, quien está obsesionado con siempre pisar una línea blanca (ya que él cree que su esposa se convertirá en una gallina blanca si no lo hace, algo que teme por encima de cualquier otra cosa), por lo que siempre anda empujando un pinta rayas, de modo que siempre tiene algo blanco para caminar. De acuerdo con él, ha tenido esta obsesión seis años antes del comienzo de la serie y no ha visto a su familia desde entonces. Su nombre real es Toru Shirai y solía ser un empleado de oficina en una gran corporación antes de que él comenzó a vivir por debajo del puente. Él no tiene un trabajo para el pueblo sin embargo. Está casado con una mujer que entiende su obsesión y tiene una hija en la escuela secundaria. A pesar de estar distanciada con su familia, que parecen ser todavía muy cercanos, con su esposa en fila y le envíe los formularios para ir a torneos de pisar las líneas blancas. Aunque por lo general amable con todo el mundo en el pueblo, que se demuestra que es muy competitivo; él pasa toda la formación para la carrera del año Mayor de la población, porque "es la única vez que [él] Obtiene el centro de atención." Se dio a entender que puede ser la persona más fuerte en el pueblo. Durante siendo los veteranos de guerra del pueblo Sumo competición de lucha, la hermana y María, dos y combatientes fuertemente con experiencia, y el jefe, un kappa autoproclamado y el actual maestro de la lucha de sumo en el pueblo, todos los perderá cuando vieron Shiro obsesiva cantar su determinación de permanecer en el shikiri-sen, las dos líneas blancas en el centro de un anillo de lucha de Sumo. Su nombre literalmente significa "blanco".
Hermanos de metal (鉄人兄弟 Tetsujin Kyodai?)
Expresado por: Ryōko Shintani / Yuko Sanpei [2]
Interpretado por: Takuto Sueoka / Light Mashiko
Tetsuo (鉄雄?) y Tetsuro (鉄郎?), son un par de chicos jóvenes vestidos de marinero que usan cascos de metal. Al igual que Hoshi, son celosos respecto a la relación de Kou con Nino. Son gente con poderes autoproclamados, diciendo que tienen poderes psíquicos y que sus cascos son para que no flotarán lejos o ser detectado por los militares, con el desafortunado efecto secundario de los cuales es incapaz de utilizar sus poderes. Los únicos poderes que han dicho que tienen hasta el momento son de vuelo y la capacidad de viajar en el tiempo y en el espacio. Sus puestos de trabajo están siendo a cargo de los baños de agua caliente en los barriles de petróleo. Por extraño que parezca, se muestran primero en ser adolescentes y más tarde parecían retroceder a los niños.
P-ko ( P子piko ? )
Expresado por: Chiaki Omigawa [2]
Interpretado por: Natsumi Abe
Una chica de pelo rojo joven que cultiva hortalizas para el pueblo. El epítome de una chica torpe, que es, literalmente, peligrosamente torpe, a menudo convirtiendo lo que debería ser un simple accidente en un desastre masivo. A pesar de una alusión a contratiempos, P-ko sigue teniendo  la intención de obtener una licencia de conducir para que pueda viajar más durante el invierno para recolectar semillas. Kou está fuertemente en contra de esto y en su argumento, él se sorprende mucho de que ella ya posee una licencia de motocicleta. Ella se siente atraída por el jefe del pueblo, pero él no es consciente de sus sentimientos. Su cabello crece muy rápido, y ella necesita un corte de pelo cada semana.
Maria (マリア?)
Expresado por: Miyuki Sawashiro [2]
Interpretado por: Nana Katase
María es una mujer de pelo rosa que dirige una granja cercana, donde todos los residentes obtienen su Arakawa lácteos y producen a partir. Aunque de tener un aspecto hermoso, solo es por fuera es increíblemente dura  le gusta insultar a otras personas y es una sádica.  Se encontró con la hermana durante la última guerra que tenían y era un espía de oposición que intentó obtener información de él. Ella es una sádica que no puede soportar una semana sin insultar a alguien. Ella mira hacia abajo en los varones y sólo actúa significa para los hombres.
Stella (ステラ?)
Expresado por: Chiwa Saito [2]
Interpretado por: Eri Tokunaga
Stella es una niña rubia de un orfanato en Inglaterra que la hermana cuidó. A veces habla en un tono amenazante para mostrar su superioridad y cuando se enfada tiene la capacidad de convertirse en un gigante muy masculino parodiando a Raoh del Puño de la Estrella del Norte. Está enamorada de la hermana, que la hizo inicialmente hostil hacia María. Pero después de conocer a María y lucha, que crece aficaonado a ella, y se ve a ella. Ella se considera el jefe de Arakawa, y ve a los gemelos mientras sus subordinados.
Seki Ichinomiya (市ノ宮積 Ichinomiya Seki?)
Expresado por: Rikiya Koyama [2]
Interpretado por: Takaya Kamikawa
estricto padre de Kou, que se adhiere a las reglas de su familia y mira hacia abajo en Kou. Como se muestra, después de Kou era un niño, exigió Kou criarlo como un bebé, tal como lo había planteado Kou. A pesar de ser muy frío, que ama a su hijo. Nino parece recordarle su esposa.
Terumasa Takai (高井照正 Takai Terumasa?)
Expresado por: Cho [2]
Interpretado por: Kazuyuki Asano
La secretaria de Kou. Después de que su esposa lo abandonó, Takai se convirtió en secretario de Kou en una de sus empresas. Llegó a ser inspirado por Kou y sus palabras y se convierte en muy aficionado a él. También está fuertemente implicado que él tiene una obsesión romántica con Kou, y se pone muy celoso o triste cuando Kou es con Nino.
Shimazaki (島崎?)
Expresado por: Rie Tanaka [2]
Interpretado por: Waka Inoue
asistente personal de Takai. A pesar de que es el ayudante de Takai, ella recibe órdenes directamente de Seki Ichinomiya sin el conocimiento del Takai. Ella está enamorada de Shiro.
Last Samurai (ラストサムライ?)
Expresado por: Yuichi Nakamura [2]
Interpretado por: Taro Suruga
Último Samurai es un personaje típico del samurai que dirige una barbería bajo el puente, capaz de cortar el pelo de todo el mundo en cuestión de segundos. Él viene de una familia samurai y la espada que tiene era una herencia transmitida de sus antepasados. Antes de que él comenzó a vivir bajo el puente, que era un famoso peluquero que capturó los corazones de todos sus clientes femeninos. En ese momento, con el fin de evitar que darse la vuelta y mirarlo, tenía que poner ojo cubre en todos ellos. Escuchó a todos los comentarios de sus clientes femeninos y sintió que había perdido su camino como una peluquería. Una noche, se fue al puente para pivotar alrededor de su espada y de repente se encontró con el jefe. Después de una breve conversación, su sangre hirvió samuráis y recobró la confianza. Él parece estar enamorado de P-KO.
Billy (ビリーBilly?)
Expresado por: Fumihiko Tachiki [2]
Interpretado por: Norihisa Hiranuma
Un hombre con una cabeza de loro. Anteriormente fue miembro de un grupo de yakuza y era muy respetado entre la gente. Sin embargo, él se enamoró de la esposa de su jefe. Que de vez en cuando decir cosas muy interesantes, que por lo general hace Kou y Hoshi gritar "Aniki". Parece creer que en realidad es un pájaro.
Jacqueline (ジャクリーン?)
Expresado por: Yuko Goto [2]
Interpretado por: Kurume Arisaka
Una mujer en un traje de abeja que implica que tiene miles de maridos e hijos, ya que piensa que es en realidad una abeja reina, aunque también está en una relación "prohibida" con Billy. Antes de que ella comenzó a vivir bajo el puente, que era la esposa de un jefe yakuza. Ella tuvo un romance con uno de los miembros del grupo, que era Billy.Ella es propietaria de un salón de la localidad. Ella no puede soportar no estar con Billy por más de unos pocos segundos, diciendo que ella va a morir. Como se muestra en su aniversario, ella se volvió loco después de estar lejos de Billy.
Capitán de la Tropa de Defensa de la Tierra (地球防衛軍隊長 Chikyuu Boueigun taicho?)
Expresado por: Tomokazu Seki [2]
Un autoproclamado defensor de la Tierra que se cree que se ve amenazada por los venusianos. Él es realmente un artista de manga bajo el seudónimo de Potechi Kuwabara . Que quería hacer de la ciencia ficción del manga, pero se vio obligado a dibujar manga moe por sus editores. Él vive en los laters Arakawa para un poco, antes de Kou encontró a su editor. Más tarde se realizó una manga de ciencia ficción extraña con sus personajes sobre la base de los residentes Arakawa y que tiene obra similar a la aventura extraña de JoJo , que no era muy popular.
Amazona (アマゾネス?)
Expresado por: Yu Kobayashi
Una supuesta guerrera amazona que vive en la rivera del distrito de Saitama junto con sus secuaces que usan máscaras tengu, quienes aseguran defender el tesoro secreto de las Amazonas, que realmente son sólo algunos dulces de Saitama. Ella suele Amazona es una gal y como tal usa una excesiva cantidad de maquillaje, ya que no se considera atractiva, aunque cuando lleva su cara limpia es muy atractiva. A veces se va a cambiar su personalidad entre una ruda amazona a una colegiala adolescente molesta. Ella se enamora de Kou, ya que fue capaz de conseguir un premio de sus dulces. Sus secuaces le hipnotizan, a caer en el amor con ella. Pero Hoshi ayuda Kou. Más tarde se da cuenta de que, al final, no importa lo que haga Kou sólo tiene ojos para Nino. Más tarde se enamora de Hoshi cuando él la animó a seguir intentando.

## Manga
El manga es escrito e ilustrado por Hikaru Nakamura, y publicado de forma serializada en la revista seinen quincenal Young GanGan. Hasta abril de 2013, los capítulos fueron recogidos en 14 tankōbon, el primero de ellos publicado el 25 de agosto de 2005 y el decimocuarto el 24 de mayo de 2014.

### Lista de volúmenes
| N.º | ISBN                   | Fecha de lanzamiento     |
| --- | ---------------------- | ------------------------ |
| 1   | ISBN 978-4-7575-1481-2 | 25 de agosto de 2005     |
| 2   | ISBN 978-4-7575-1576-5 | 25 de diciembre de 2005  |
| 3   | ISBN 978-4-7575-1683-0 | 25 de mayo de 2006       |
| 4   | ISBN 978-4-7575-1836-0 | 25 de diciembre de 2006  |
| 5   | ISBN 978-4-7575-2018-9 | 25 de mayo de 2007       |
| 6   | ISBN 978-4-7575-2162-9 | 25 de diciembre de 2007  |
| 7   | ISBN 978-4-7575-2267-1 | 25 de mayo de 2008       |
| 8   | ISBN 978-4-7575-2430-9 | 25 de diciembre de 2008  |
| 9   | ISBN 978-4-7575-2686-0 | 25 de septiembre de 2009 |
| 10  | ISBN 978-4-7575-2858-1 | 24 de abril de 2010      |
| 11  | ISBN 978-4-7575-3037-9 | 25 de octubre de 2010    |
| 12  | ISBN 978-4-7575-3297-7 | 25 de julio de 2011      |
| 13  | ISBN 978-4-7575-3945-7 | 25 de abril de 2013      |
| 14  | ISBN 978-4-7575-4156-6 | 24 de mayo de 2014       |
| 15  | ISBN 978-4-7575-4790-2 | 20 de noviembre de 2015  |

## Anime
Una adaptación al anime de 13 episodios fue emitida en Japón entre el 4 de abril de 2010 y 27 de junio de 2010 en la cadena de televisión TV Tokyo. Una segunda temporada de 13 episodios titulada "Arakawa Under the Bridge x Bridge", o por su abreviatura "Arakawa Under the Bridge x2", se emitió en Japón entre el 3 de octubre de 2010 y 26 de diciembre de 2010.

## Novela para televisión
Una adaptación dramática (o dorama) fue lanzado en televisión el 26 de julio de 2011 en TBS y 30 de julio en producción por la compañía MBS.

## Película de acción real
Se realizó un largometraje de acción real basado en el manga, protagonizado por Kento Hayashi, Mirei Kiritani, Yu Shirota, Natsumi Abe, y Nana Katase, estrenado en los cines de Japón el 4 de febrero de 2012.